# Trưng cầu dân ý sửa đổi Hiến pháp Nga 2020

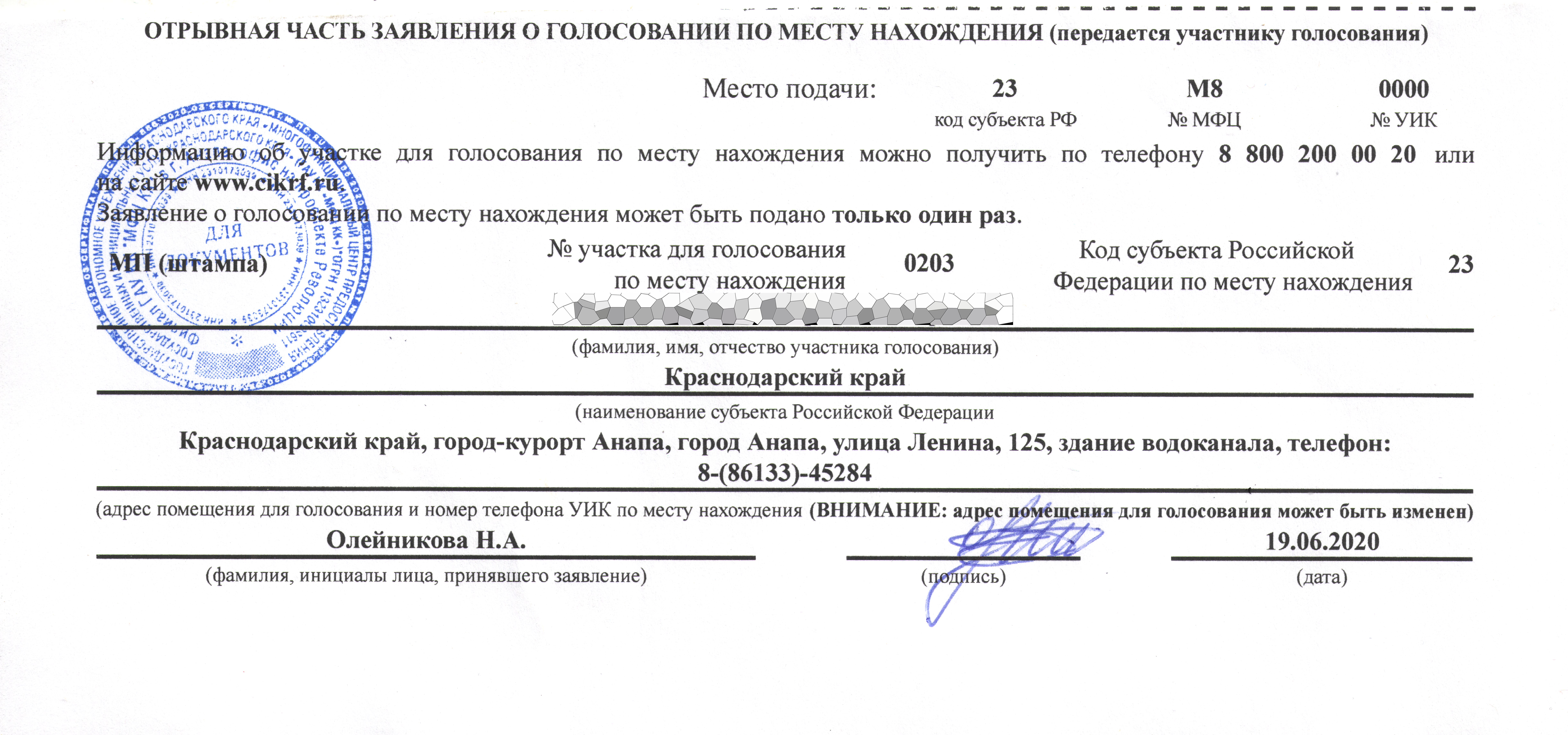
Phiếu cho phép được bỏ phiếu tại nơi cư trú.

Một cuộc trưng cầu dân ý về việc sửa đổi Hiến pháp đã được tổ chức trên toàn lãnh thổ Nga từ ngày 25 tháng 6 đến ngày 1 tháng 7 năm 2020. Trước đó, cuộc trưng cầu này đã được Tổng thống Vladimir Putin đề xuất trong bài phát biểu trước Quốc hội Liên bang Nga vào ngày 15 tháng 1 năm 2020. Một dự thảo sửa đổi Hiến pháp cũng đã được đệ trình lên một cuộc trưng cầu dân ý theo Điều 2 Luật sửa đổi Hiến pháp.
Sự kiện này được gọi là "ngày bỏ phiếu toàn Nga" (tiếng Nga: общероссийское голосование, đã Latinh hoá: obshcherossiyskoye golosovaniye), vì nó không được tổ chức theo Luật Hiến pháp Liên bang về Trưng cầu dân ý. Và vì đây không phải là một cuộc trưng cầu dân ý được thực hiện theo bộ luật trên, nên các cử tri sẽ được hỏi liệu họ có chấp thuận toàn bộ bản Hiến pháp được sửa đổi hay không, thay vì chỉ riêng từng sửa đổi. Cuộc trưng cầu dân ý năm 1993 về việc thông qua Hiến pháp cũng được tổ chức theo cách tương tự.
Ngày bỏ phiếu ban đầu được lên kế hoạch vào ngày 22 tháng 4, nhưng do đại dịch COVID-19, cuộc bỏ phiếu đã bị hoãn lại. Trước đó, sự kiện này được dự định tổ chức trùng với dịp kỉ niệm sinh nhật lần thứ 150 của Vladimir Ilyich Lenin.
Các sửa đổi quy định đảm bảo xã hội cho công dân. Nếu được thông qua, lần đầu tiên Hiến pháp sẽ đề cập đến định nghĩa hôn nhân là "sự kết hợp giữa một nam và một nữ" (qua đó cấm việc hợp pháp hóa hôn nhân đồng tính), khẳng định truyền thống nước Nga là "niềm tin vào Thiên Chúa", cũng như vai trò của Hội đồng Nhà nước sẽ tăng lên. Hiến pháp mới cũng cấm quan chức Nga có hai quốc tịch, thể chế của tổng thống sẽ được tăng cường. Giới hạn thời gian cầm quyền đất nước "hai nhiệm kỳ liên tiếp" sẽ được bãi bỏ, sửa đổi này cho phép Tổng thống Putin tiếp tục tranh cử thêm hai nhiệm kỳ tổng thống sáu năm nữa, điều mà ông chưa loại trừ. Những người chỉ trích cáo buộc Putin muốn duy trì quyền lực suốt đời thông qua nội dung này, trong khi những người ủng hộ đã tán thành việc đưa vào sửa đổi. Các sửa đổi cũng quy định quyền của Tòa án Hiến pháp ngăn chặn việc thi hành các quyết định của các tổ chức quốc tế với lý do vi hiến các quyết định đó (cơ quan này đã có quyền lực này từ năm 2015).
Bỏ phiếu trực tiếp tại các điểm bỏ phiếu sẽ được tổ chức từ ngày 25 tháng 6 đến ngày 1 tháng 7, với ngày 1 tháng 7 được tuyên bố nghỉ một ngày là ngày bỏ phiếu thực tế. Cư dân của khu vực Moskva và Nizhny Novgorod có thể tham gia vào sự kiện này từ ngày 25 đến 30 tháng 6.

## Đề xuất sửa đổi

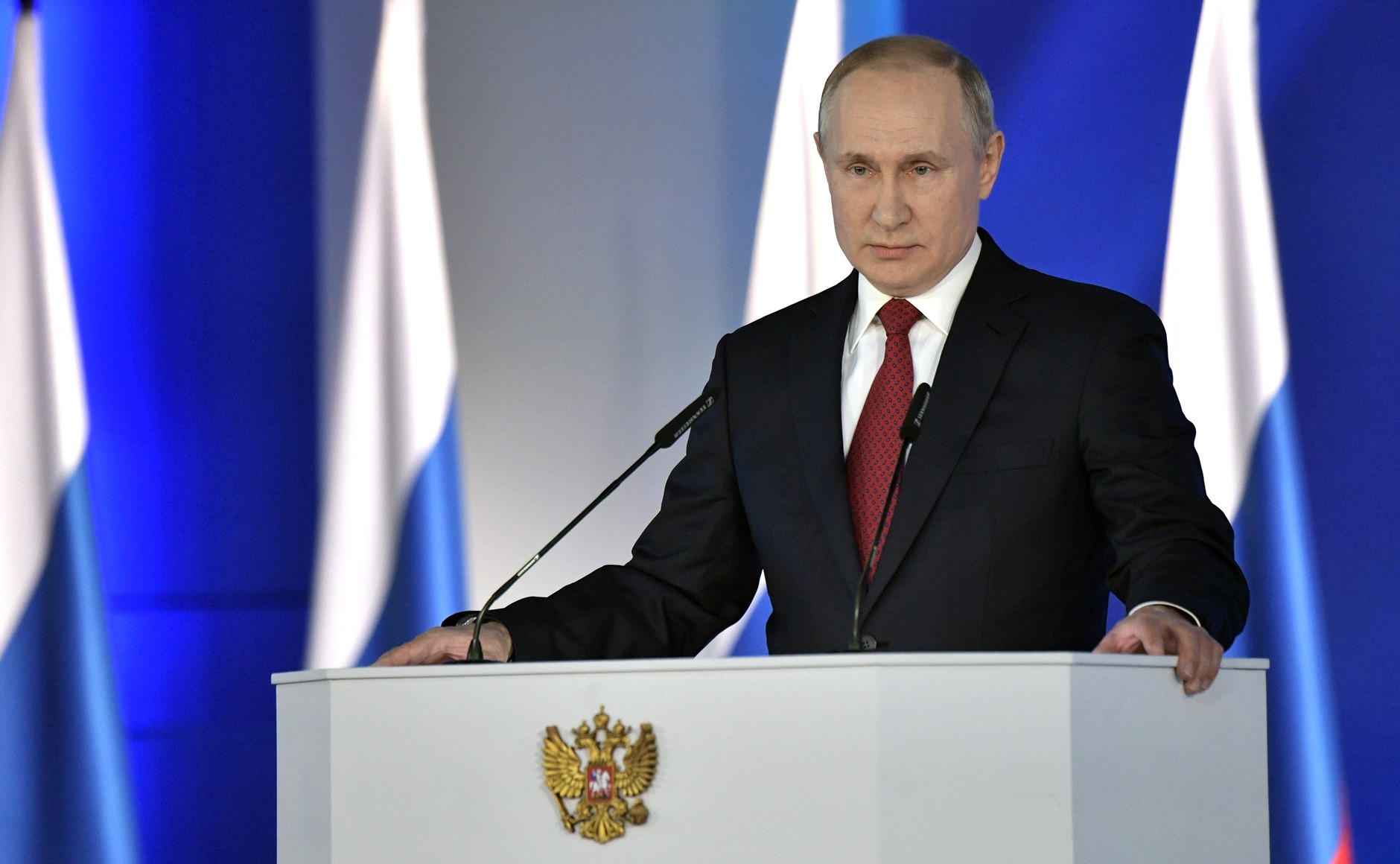
Putin trong bài phát biểu trước Quốc hội vào ngày 15 tháng 1 năm 2020

Lần đầu tiên, Vladimir Putin tuyên bố có thể sẽ sửa đổi Hiến pháp trong cuộc họp báo vào ngày 19 tháng 12 năm 2019. Tổng thống nước Nga nói rằng ông sẵn sàng thảo luận về việc thay đổi các tiêu chuẩn hiến pháp. Cụ thể, Putin đã nói về việc tăng cường vai trò của Nghị viện và bỏ điều khoản "liên tiếp" ra khỏi giới hạn nhiệm kỳ của Tổng thống.
Cụ thể hơn, ông Putin đã nói về những sửa đổi trong bài phát biểu trước Quốc hội vào ngày 15 tháng 1 năm 2020. Ngoài những sửa đổi được đề cập trong cuộc họp báo, ông Putin cũng đề xuất một số sửa đổi để cải thiện chính sách xã hội và hành chính công. Ngay sau cuộc họp, Putin đã thành lập một nhóm làm việc để chuẩn bị sửa đổi Hiến pháp, bao gồm 75 người, bao gồm các chính trị gia, nhà lập pháp, học giả và nhân vật công cộng. Sau đó, cả Duma Quốc gia, Thượng viện và Toà án Hiến pháp Nga đều thông qua bản hiến pháp sửa đổi này. Điều đó cho phép ông Putin tiếp tục tranh cử tổng thống Nga vào năm 2024 và có thể giữ ghế đến năm 2036, khi ông 83 tuổi.

## Đề xuất áp dụng mà không cần trưng cầu dân ý
Hiến pháp Liên bang Nga đã được chấp nhận trong cuộc bầu cử quốc gia vào ngày 12 tháng 12 năm 1993 và gồm chín chương. Thứ tự sửa đổi các Chương 1, 2 và 9 được quy định tại Điều 135 của Hiến pháp và yêu cầu triệu tập Hội đồng Hiến pháp để thông qua Hiến pháp mới. Thủ tục sửa đổi các Chương 3 đến 8 được quy định tại Điều 136 và yêu cầu thông qua luật sửa đổi Hiến pháp Liên bang Nga theo một thủ tục tương tự (nhưng không giống nhau do yêu cầu phê chuẩn sửa đổi theo khu vực cơ quan lập pháp) như việc thông qua luật hiến pháp liên bang.
Một số sửa đổi đã được thực hiện đối với Hiến pháp kể từ khi ban hành. Lớn nhất là những sửa đổi được đề xuất trong thông điệp của Tổng thống năm 2008. Những sửa đổi khác bao gồm hợp nhất Tòa án Trọng tài Tối cao và Tòa án Tối cao, đồng thời bổ nhiệm một nhóm thành viên Hội đồng Liên bang ("đại diện Liên bang Nga") bởi Tổng thống. Hiến pháp cũng được sửa đổi liên quan đến việc thành lập hoặc giải thể của các thực thể cấu thành nên Liên bang, cũng như với việc đổi tên của chúng.
Putin cho hay rằng Quốc hội Nga có khả năng về mặt pháp lý để thay đổi Hiến pháp, nhưng ông cho rằng một cuộc bỏ phiếu quốc gia là cần thiết để sửa đổi hợp pháp. Trong khi ông Putin nói rằng gói sửa đổi nên được đưa ra để bỏ phiếu trên toàn quốc, thì phát ngôn viên của Điện Kremlin Dmitry Peskov lại nói rằng cuộc bỏ phiếu không đòi hỏi phải trưng cầu dân ý. Vào ngày 20 tháng 1, Tổng thống Nga Vladimir Putin đã đệ trình một dự luật về sửa đổi hiến pháp cho Duma Quốc gia (Hạ viện Nga). Việc thay đổi Hiến pháp do Tổng thống Nga Vladimir Putin đề xuất không yêu cầu trưng cầu dân ý, cũng không triệu tập Quốc hội Lập hiến.

## Vận động

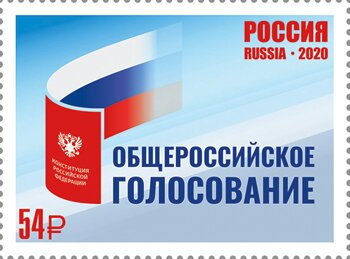
Tem bưu chính Nga dành riêng cho trưng cầu dân ý Hiến pháp năm 2020, phát hành ngày 11 tháng 6 năm 2020

Các phong trào đối lập, các đảng và chính trị gia có thái độ khác nhau đối với việc bỏ phiếu.
Vì không có cử tri bỏ phiếu tối thiểu, các sửa đổi sẽ được xem xét phê chuẩn và ban hành nếu đa số cử tri thực tế đồng ý với các thay đổi. Tuy nhiên, để thể hiện kỹ năng quản lý mạnh mẽ, chính quyền địa phương và các tổ chức do nhà nước tài trợ đang sử dụng các chiến thuật truyền thống để tăng sự tham gia của cử tri và khuyến khích mọi người bỏ phiếu trực tuyến và trước thời hạn.
Luật quy định bỏ phiếu toàn quốc không đề cập đến bất kỳ kích động chính trị nào. Cơ quan chính phủ có quyền thông báo cho công chúng, và ủy ban bầu cử có nghĩa vụ phải làm như vậy.
Các phong trào đối lập, các đảng phái và chính trị gia khác nhau có ý kiến khác nhau về việc bỏ phiếu: một số ủng hộ, một số khác thì phản đối (Открытая Россия, КПРФ),) trong khi một số đã chọn tẩy chay cuộc trưng cầu dân ý (Левый фронт, Яблоко, ПАРНАС).) Theo nhà phân tích chính trị Alexander Pozhalov và người sáng lập đảng Yabloko, Grigory Yavlinsky, bỏ phiếu về các sửa đổi về cơ bản sẽ trở thành một cuộc trưng cầu dân ý về sự ủng hộ của Putin, và theo Yavlinsky, nó mở đường cho sự cai trị trọn đời của ông. Vào ngày 4 tháng 6, lãnh đạo Đảng Cộng sản Liên bang Nga Gennady Zyuganov kêu gọi những người ủng hộ ông bỏ phiếu chống lại các sửa đổi. Ông nói trong một tuyên bố: "phiên bản mới của Luật cơ bản chỉ củng cố chế độ độc tài tổng thống và củng cố sự thống trị của đầu sỏ". Hơn thế nữa, ông cho hay "bỏ phiếu ngày 1 tháng 7 mang nhiều tính chất nghi lễ. Nó không có tư cách trưng cầu dân ý, không phù hợp với luật bầu cử. Tất cả điều này một lần nữa phơi bày sự giả dối của nền dân chủ tư sản". Zyuganov cũng nói thêm CEC tổ chức bỏ phiếu trong "một thủ tục không rõ ràng về mặt pháp lý" và "có khả năng gian lận một cách không giới hạn". Ông nói rằng việc tẩy chay bỏ phiếu sẽ không được làm gì cả và cần phải có sự góp phần tích cực.
Có rất nhiều nhân vật nổi tiếng ở Nga ủng hộ sửa đổi, họ chia sẻ bài đăng và video clip trên phương tiện truyền thông xã hội; đồng thời, thể hiện sự đoàn kết của họ với các sửa đổi trên Instagram, chủ yếu là những người đang thúc đẩy việc bỏ phiếu trực tuyến. Trong số đó có những cái tên, như Evgeni Plushenko và vợ của anh Yana Rudkovskaya, người dẫn chương trình truyền hình Olga Buzova, Kseniya Borodina, ca sĩ Stas Mikhailov và Keti Topuria.
Nhiều chính trị gia và nhân vật công cộng khác nhau đã tuyên bố thành lập chiến dịch "NET!" để phản đối các sửa đổi Hiến pháp. Nhà hoạt động chính trị Maksim Katz đã dẫn đầu chiến dịch và khuyến khích mạnh mẽ các cử tri tham gia. Một chính trị gia nổi tiếng đồng thời là người sáng lập của "Tổ chức chống Tham nhũng" Alexei Navalny cho hay ông chấp nhận việc tẩy chay cuộc trưng cầu dân ý. Yury Dud là một trong những người tiên phong chống lại các sửa đổi, nhắc nhở công chúng rằng vào năm 2008, tổng thống hiện tại cũng phản đối việc thay đổi Hiến pháp.
Vào ngày 28 tháng 2, người đứng đầu Ủy ban bầu cử trung ương (CEC) của Nga Ella Pamfilova đã tuyên bố hủy bỏ hội đồng khoa học và chuyên gia tại ủy ban, bà giải thích điều này là "hoàn toàn không thể chấp nhận" và "hoàn toàn lỗi thời". Ngay trước đó, theo RBC, một số thành viên hội đồng đã viết một bức thư chỉ trích cuộc bỏ phiếu sắp tới. Cựu thành viên hội đồng quản trị và tổng biên tập của đài phát thanh Ekho Moskvy Alexei Venediktov đã công khai phản đối các cơ hội mở rộng để bỏ phiếu sớm và bỏ phiếu tại nhà vì không thể quan sát, theo ý kiến của ông, có thể dẫn đến việc "làm mất uy tín kết quả bỏ phiếu", và liên kết việc giải tán hội đồng với thái độ tiêu cực của các thành viên với cuộc bỏ phiếu sắp tới.

## Thăm dò ý kiến
Các kết quả khảo sát cho thấy một sự thay đổi lớn trong dự báo kết quả và quyết định cuối cùng về các sửa đổi. Các chuyên gia cho rằng sự khác biệt của một số yếu tố: đặc thù của từ ngữ của câu hỏi và định hướng ban đầu đối với các đối tượng khác nhau. Một bộ phận người dân thể hiện sự không tin tưởng vào dữ liệu bỏ phiếu – một xu hướng dài hạn đối với việc giảm niềm tin vào dữ liệu của các cuộc thăm dò ý kiến. Tuy nhiên, cuộc thăm dò của VTsIOM cuối cùng vào ngày 15 tháng 6 đã ghi nhận rằng 83% số người được hỏi biết ngày bỏ phiếu toàn Nga, 68% số người được hỏi bày tỏ ý định bỏ phiếu, 17% không có kế hoạch bỏ phiếu.
| Ngày          | Cơ quan thăm dò | Ủng hộ | Phản đối | Chưa quyết định | Chênh lệnh | Chú thích |
| ------------- | --- | --- | --- | --- | --- | --- |
| 22–24/05/2020 | Levada Center | 44% | 32% | 24% | 12% | |
| 22/05/2020    | WCIOM | 61% | 22% | 17% | 39% | Chỉ những người có kế hoạch bỏ phiếu |
| 24–27/04/2020 | Levada Center | 47% | 31% | 22% | 16% | |
| 24–26/04/2020 | CIPKR | 35% | 26% | 37% | 2% | |
| 17/04/2020    | WCIOM | 50% | 26% | 24% | 24% | |
| 02/04/2020    | CIPKR | 37% | 25% | 34% | 12% | |
| 19–25/03/2020 | Levada Center | 40% | 34% | 26% | 6% | |
| 19–25/03/2020 | Levada Center | 45% | 41% | 14% | 4% | Mẫu câu hỏi được điều chỉnh lại đề cập đến sửa đổi cho phép Putin tái tranh cử vào năm 2024                                                        |
| 11/03/2020    | WCIOM | 46% | 16% | 38% | 49% | |
| 10/03/2020    | Tổng thống Vladimir Putin ủng hộ việc sửa đổi Hiến pháp để thiết lập lại các điều khoản của Tổng thống Nga và từ chối tổ chức cuộc bầu cử lập pháp | Tổng thống Vladimir Putin ủng hộ việc sửa đổi Hiến pháp để thiết lập lại các điều khoản của Tổng thống Nga và từ chối tổ chức cuộc bầu cử lập pháp | Tổng thống Vladimir Putin ủng hộ việc sửa đổi Hiến pháp để thiết lập lại các điều khoản của Tổng thống Nga và từ chối tổ chức cuộc bầu cử lập pháp | Tổng thống Vladimir Putin ủng hộ việc sửa đổi Hiến pháp để thiết lập lại các điều khoản của Tổng thống Nga và từ chối tổ chức cuộc bầu cử lập pháp | Tổng thống Vladimir Putin ủng hộ việc sửa đổi Hiến pháp để thiết lập lại các điều khoản của Tổng thống Nga và từ chối tổ chức cuộc bầu cử lập pháp | Tổng thống Vladimir Putin ủng hộ việc sửa đổi Hiến pháp để thiết lập lại các điều khoản của Tổng thống Nga và từ chối tổ chức cuộc bầu cử lập pháp |
| 07/03/2020    | CIPKR | 29% | 17% | 52% | 23% | |
| 03/03/2020    | WCIOM | 55% | 12% | 33% | 30% | Chỉ những người có kế hoạch bỏ phiếu |
| 20–26/02/2020 | Levada Center | 25% | 10% | 37% | 12% | |
| 12/02/2020    | WCIOM | 46% | 16% | 38% | 30% | |
| 29–31/01/2020 | Levada Center | 72% | 13% | 15% | 59% | |

## Bỏ phiếu
Theo Ủy ban Bầu cử Trung ương (CEC), tính đến ngày 28 tháng 6, tổng số cử tri là 30.917.512, trong đó có 903.300 người đã bỏ phiếu trực tuyến. Tỷ lệ bỏ phiếu chung là 65,28%, với tỷ lệ cử tri 93,02% cho cử tri trực tuyến.
Trung tâm nghiên cứu ý kiến công cộng Nga (WCIOM) đã trình bày tóm tắt bốn ngày về quá trình bỏ phiếu. Cuộc thăm dò diễn ra tại 800 trung tâm bỏ phiếu xung quanh 25 chủ thể liên bang của Liên bang Nga.
| Ngày tiến hành | Cơ quan thăm dò | Số người được hỏi | Ủng hộ | Chống | Chưa quyết định/không chắc chắn | Chênh lệnh | Chú thích |
| -------------- | --------------- | ----------------- | ------ | ----- | ------------------------------- | ---------- | --------- |
| 25–28/06/2020  | WCIOM           | 163.100           | 76%    | 23,6% | 29,4%                           | 51,9%      |           |

## Kết quả
| Lựa chọn                         | Số phiếu    | Tỉ lệ  |
| -------------------------------- | ----------- | ------ |
| Ủng hộ                           | 57.747.288  | 78,56% |
| Phản đối                         | 15.761.978  | 21,44% |
| Phiếu trống/không hợp lệ         | 604.951     | –      |
| Tổng cộng                        | 74.114.217  | 100%   |
| Cử tri đăng kí/số người tham gia | 109.190.337 | 67,88% |
| Nguồn: CEC                       |             |        |

### Theo chủ thể liên bang

Tỉ lệ cử tri đi bỏ phiếu theo chủ thể liên bang

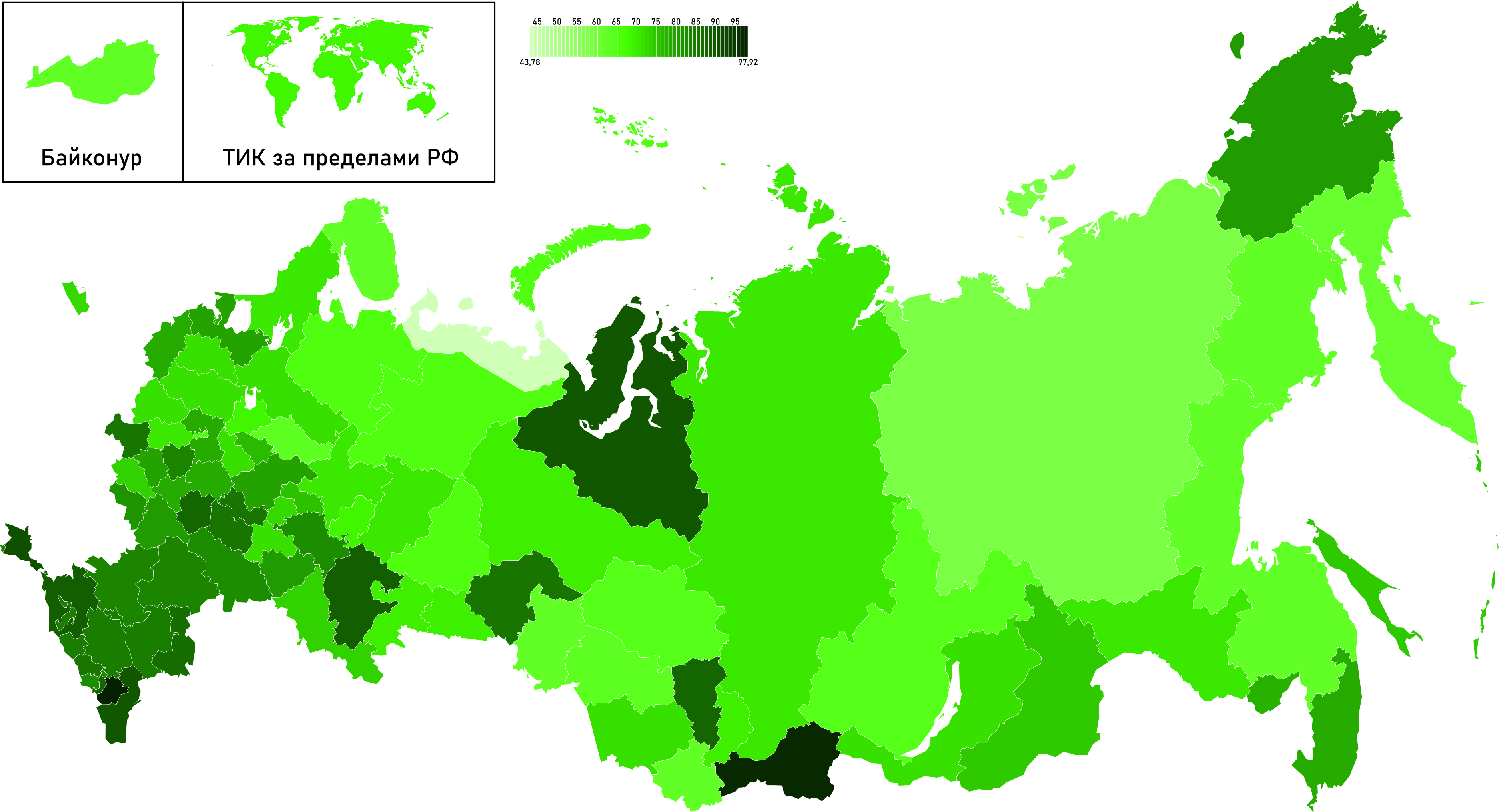
Tỉ lệ ủng hộ theo chủ thể liên bang

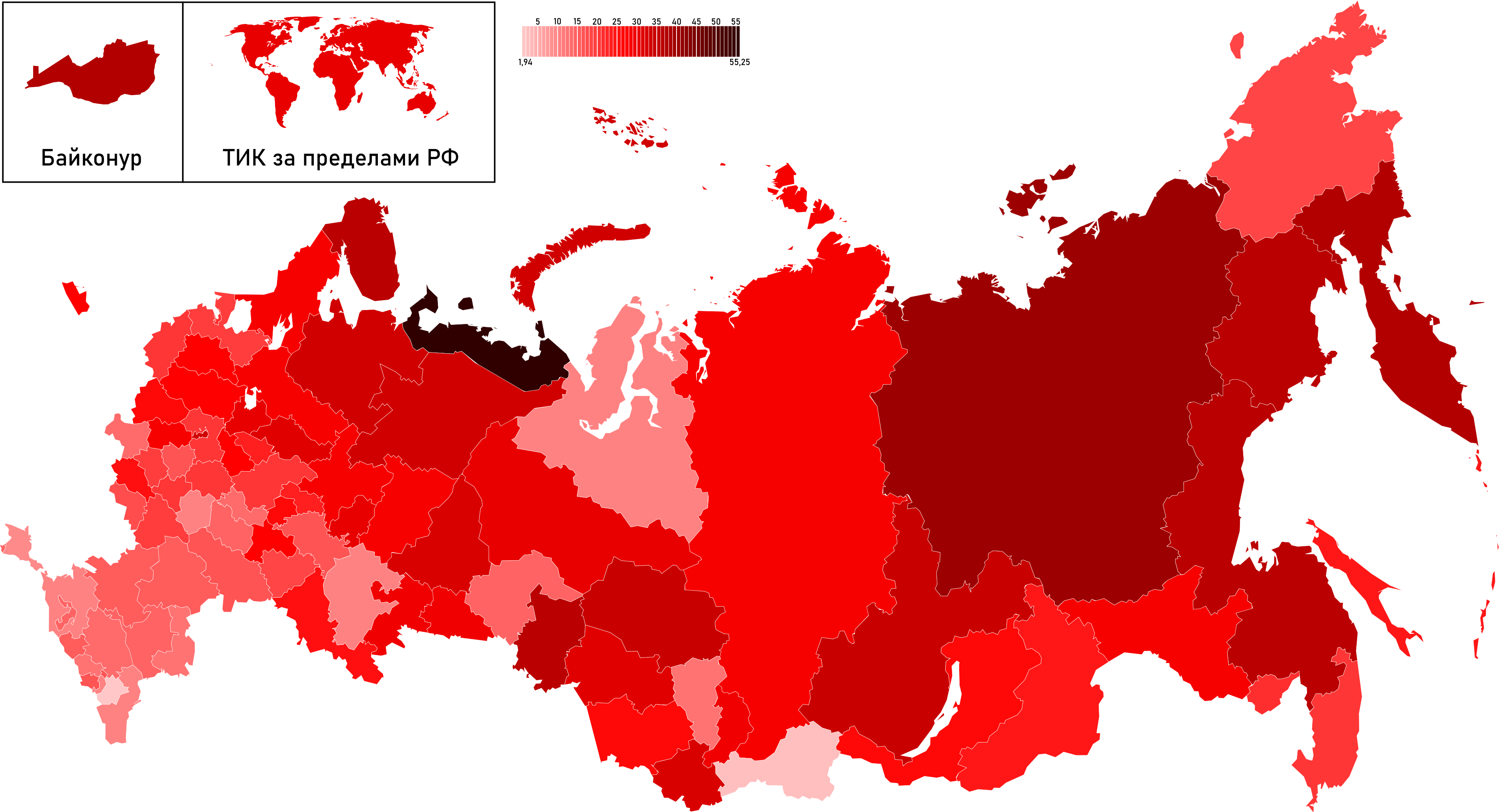
Tỉ lệ phản đối theo chủ thể liên bang

| Chủ thể                | Ủng hộ    | Ủng hộ | Phản đối  | Phản đối |
| Chủ thể                | Số phiếu  | %      | Số phiếu  | %        |
| ---------------------- | --------- | ------ | --------- | -------- |
| Adygea                 | 236.686   | 84,55  | 41.043    | 14,66    |
| Altai (vùng)           | 645.603   | 71,91  | 241.132   | 26,86    |
| Cộng hòa Altai         | 55.291    | 66,16  | 27.433    | 32,83    |
| Amur (tỉnh)            | 258.548   | 70,42  | 103.726   | 28,25    |
| Arkhangelsk (tỉnh)     | 297.432   | 65,78  | 150.935   | 33,38    |
| Astrakhan (tỉnh)       | 463.866   | 86,73  | 68.087    | 12,73    |
| Bashkortostan          | 2.448.685 | 88,68  | 292.701   | 10,60    |
| Belgorod (tỉnh)        | 798.636   | 81,76  | 170.172   | 17,42    |
| Bryansk (tỉnh)         | 749.749   | 85,81  | 114.009   | 13,05    |
| Buryatia               | 329.208   | 71,95  | 121.205   | 26,49    |
| Chechnya               | 712.909   | 97,92  | 14.132    | 1,94     |
| Chelyabinsk (tỉnh)     | 1.190.097 | 69,54  | 505.597   | 29,55    |
| Khu tự trị Chukotka    | 18.146    | 80,30  | 4.203     | 18,60    |
| Chuvashia              | 426.779   | 72,57  | 154.351   | 26,25    |
| Crimea                 | 1.104.730 | 90,07  | 111.401   | 9,08     |
| Dagestan               | 1.352.732 | 89,19  | 155.290   | 10.24    |
| Ingushetia             | 152.992   | 87,50  | 18.972    | 10,85    |
| Irkutsk (tỉnh)         | 529.770   | 64,28  | 287.131   | 34,84    |
| Ivanovo (tỉnh)         | 390.256   | 76,23  | 117.846   | 23,02    |
| Tỉnh tự trị Do Thái    | 70.213    | 77,30  | 19.430    | 21,39    |
| Kabardino-Balkaria     | 362.739   | 85,52  | 53.795    | 12,68    |
| Kaliningrad (tỉnh)     | 334.755   | 72,15  | 125.341   | 27,02    |
| Kalmykia               | 124.265   | 84,09  | 21.986    | 14,88    |
| Kaluga (tỉnh)          | 338.748   | 70,17  | 140.003   | 28,99    |
| Kamchatka (vùng)       | 65.485    | 61,76  | 39.406    | 37,16    |
| Karachay-Cherkessia    | 211.163   | 84,80  | 37.367    | 15,01    |
| Cộng hòa Kareliya      | 168.389   | 70,46  | 68.304    | 28,58    |
| Kemerovo (tỉnh)        | 1.522.151 | 87,29  | 209.742   | 12,03    |
| Khabarovsk Krai        | 271.421   | 62,28  | 159.662   | 36,64    |
| Khakassia              | 141.381   | 69,52  | 59.758    | 29,38    |
| Khantia-Mansia         | 487.750   | 69,00  | 212.434   | 30,05    |
| Kirov (tỉnh)           | 409.702   | 70,89  | 163.247   | 28,25    |
| Cộng hòa Komi          | 221.113   | 65,08  | 115.322   | 33,94    |
| Kostroma (tỉnh)        | 180.846   | 67,92  | 83.044    | 31,19    |
| Krasnodar (vùng)       | 3.219.153 | 88,92  | 382,712   | 10,57    |
| Krasnoyarsk Krai       | 848.638   | 70,10  | 350.687   | 28,97    |
| Kurgan (tỉnh)          | 276.378   | 69,58  | 117.294   | 29,53    |
| Kursk (tỉnh)           | 389.300   | 73,92  | 133.471   | 25,32    |
| Leningrad (tỉnh)       | 817.168   | 79,38  | 203.833   | 19,80    |
| Lipetsk (tỉnh)         | 479.670   | 78,56  | 124.509   | 20,39    |
| Magadan (tỉnh)         | 34.035    | 62,03  | 20.090    | 36,62    |
| Mari El                | 251.831   | 75,76  | 77.884    | 23,43    |
| Mordovia               | 408.380   | 85,60  | 65.931    | 13,82    |
| Moskva                 | 2.855.547 | 65,29  | 1.485.963 | 33,97    |
| Moskva (tỉnh)          | 3.488.197 | 78,97  | 888.794   | 20,12    |
| Murmansk (tỉnh)        | 163.735   | 62,54  | 95.095    | 36,33    |
| Khu tự trị Nenets      | 9.567     | 43,78  | 12.074    | 55,25    |
| Nizhny Novgorod (tỉnh) | 1.505.620 | 79,31  | 382.801   | 20,16    |
| Bắc Ossetia-Alania     | 352.314   | 82.,3  | 71.856    | 16,89    |
| Novgorod (tỉnh)        | 172.997   | 71,44  | 66.616    | 27,51    |
| Novosibirsk (tỉnh)     | 698.857   | 67,58  | 323.674   | 31,30    |
| Omsk (tỉnh)            | 610.278   | 62,09  | 360.348   | 36,66    |
| Orenburg (tỉnh)        | 834.406   | 73,60  | 286.720   | 25,29    |
| Oryol (tỉnh)           | 372.411   | 79,74  | 88.970    | 19,05    |
| Penza (tỉnh)           | 683.244   | 85,25  | 114.588   | 13,30    |
| Perm (vùng)            | 734.802   | 70,75  | 293.643   | 28,27    |
| Primorsky (vùng)       | 723.089   | 78.,6  | 185.629   | 20,24    |
| Pskov (tỉnh)           | 231.684   | 78,69  | 60.626    | 20,59    |
| Rostov (tỉnh)          | 2.099.202 | 83,54  | 400.454   | 15,94    |
| Ryazan (tỉnh)          | 499.716   | 78,81  | 129.104   | 20,36    |
| Sankt-Peterburg        | 2.241.963 | 77,66  | 624.517   | 21,63    |
| Cộng hòa Sakha         | 204.435   | 58,34  | 142.464   | 40,65    |
| Sakhalin Oblast        | 189.466   | 74,84  | 60.853    | 24,06    |
| Samara (tỉnh)          | 1.346.254 | 80,55  | 312.252   | 18,68    |
| Saratov (tỉnh)         | 1.187.697 | 82,24  | 244.989   | 16,96    |
| Sevastopol             | 183.296   | 84,67  | 31.656    | 14,62    |
| Smolensk (tỉnh)        | 296.792   | 71,97  | 111.247   | 26,98    |
| Stavropol (vùng)       | 1.304.638 | 84,85  | 213.467   | 13,88    |
| Sverdlovsk (tỉnh)      | 1.132.182 | 65,99  | 565.242   | 32,94    |
| Tambov (tỉnh)          | 583.972   | 87,41  | 80.138    | 11,99    |
| Tatarstan              | 1.943.685 | 82,81  | 389.765   | 16,61    |
| Tomsk (tỉnh)           | 223.046   | 64,86  | 117.232   | 34,09    |
| Tula (tỉnh)            | 710.765   | 83,09  | 138.652   | 16,21    |
| Tuva                   | 175.698   | 96,79  | 5.426     | 2,99     |
| Tver (tỉnh)            | 410.421   | 71,87  | 155.409   | 27,21    |
| Tyumen (tỉnh)          | 748.290   | 85,7   | 122.759   | 14,04    |
| Udmurtia               | 455.908   | 68,92  | 199.121   | 30,10    |
| Ulyanovsk (tỉnh)       | 379.056   | 71,16  | 148.346   | 27,85    |
| Vladimir (tỉnh)        | 419.606   | 71,18  | 164.025   | 27,82    |
| Volgograd (tỉnh)       | 1.222.903 | 83,39  | 232.524   | 15,86    |
| Vologda (tỉnh)         | 388.615   | 71,16  | 152.983   | 28,01    |
| Voronezh (tỉnh)        | 1.070.045 | 80,07  | 256.306   | 19,18    |
| Yamalo-Nenets          | 265.237   | 89,16  | 30.605    | 10,29    |
| Yaroslavl (tỉnh)       | 374.053   | 68.29  | 168.930   | 30,84    |
| Zabaykalsky Krai       | 352.670   | 74,92  | 114.010   | 24,22    |
|                        |           |        |           |          |
| Baikonur               | 4.288     | 62,27  | 2.248     | 37,00    |
| Người Nga ở nước ngoài | 99.852    | 68,07  | 44.939    | 30,64    |
| Nguồn: CEC             |           |        |           |          |